# Ante Šimundža
Ante Šimundža (Maribor, 28 september 1971) is een Sloveens voormalig betaald voetballer die speelde als aanvaller. Hij kwam onder meer uit voor NK Maribor, Brummell Sendai, Young Boys, Malmö en La Louvière. Van 2013 tot 2015 was hij trainer-coach van NK Maribor. In december 2024 werd hij aangesteld als coach van Śląsk Wrocław.

## Interlandcarrière
Onder leiding van bondscoach Bojan Prašnikar maakte Šimundža zijn debuut voor het Sloveens voetbalelftal op 7 april 1992 in het oefenduel tegen Estland. Hij viel in dat duel na 75 minuten in voor collega-debutant Igor Poznič (NK Branik). Andere debutanten namens Slovenië in dat duel waren Andrej Poljšak (FC Koper), Boško Boškovič (NK Mura) en Sašo Udovič (KSK Beveren).

## Erelijst
NK Maribor
- Landskampioen

1997, 1998, 1999, 2000, 2001
- Beker van Slovenië

1992, 1994, 1997, 1999